# Callionymus luridus
Callionymus luridus är en fiskart som beskrevs av Fricke, 1981. Callionymus luridus ingår i släktet Callionymus och familjen sjökocksfiskar. Inga underarter finns listade.